# Sarothruridae
Sarothruridae es una familia de aves gruiformes nativas de Madagascar y África subsahariana. 

## Especies
La familia contiene 3 géneros.
- Género Sarothrura (9 especies)
  - Sarothrura pulchra
  - Sarothrura elegans
  - Sarothrura rufa
  - Sarothrura lugens
  - Sarothrura boehmi
  - Sarothrura affinis
  - Sarothrura insularis
  - Sarothrura ayresi
  - Sarothrura watersi
- Género Mentocrex (2 especies)
  - Mentocrex kioloides
  - Mentocrex beankaensis
- Género Rallicula (4 especies)
  - Rallicula leucospila
  - Rallicula rubra
  - Rallicula forbesi
  - Rallicula mayri